# Shimane Maru (schip, 1945)

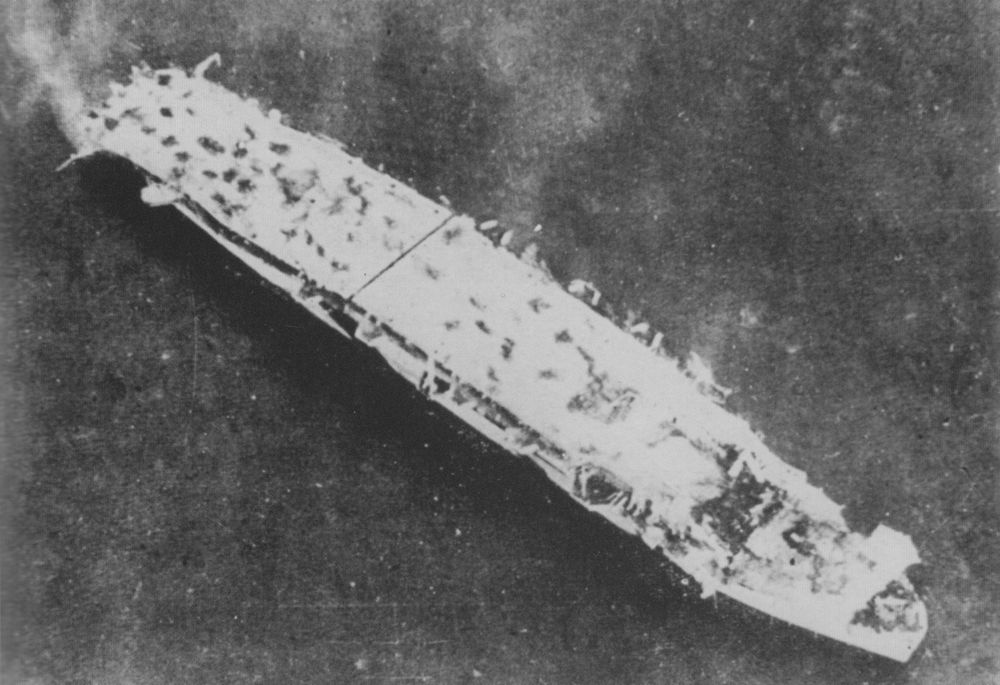
De Shimane Maru in 1945

Shimane Maru (Japans: しまね丸) was een Japans vliegdekschip van de klasse Shimane Maru. Het schip werd aan het einde van de Tweede Wereldoorlog afgeleverd.
De Shimane Maru werd ontworpen met de bedoeling om konvooien te escorteren, maar vanwege een gebrek aan brandstof en vliegtuigen kwam het schip nooit in actie. Op 24 juli 1945 zonk het schip na een aanval door geallieerde vliegtuigen bij Takamatsu.